# Gösta Runö
Gösta Otto Runö (* 9. Dezember 1896 in Stockholm; † 13. November 1922 in Linköping) war ein schwedischer Sportler, der im Modernen Fünfkampf aktiv war.
Er nahm an den Olympischen Sommerspielen 1920 in Antwerpen teil und gewann jeweils die Disziplinen Laufen und Schwimmen. Im Gesamtklassement platzierte er sich am Ende auf dem dritten Rang, womit er sich die Bronzemedaille sicherte.
Runö war Militärpilot und bekleidete den Rang eines Leutnants. Am 13. November 1922 stürzte er mit seiner Phönix D.III in der Nähe von Linköping ab und verstarb.